# Lisandro Martínez
Lisandro Martínez (Gualeguay, 18 gennaio 1998) è un calciatore argentino, difensore del Manchester Utd e della nazionale argentina, con cui è diventato campione del mondo nel 2022 oltre che campione del Sud America nel 2021 e nel 2024.

## Caratteristiche tecniche
Martínez è un difensore centrale dotato di ottima tecnica, gestione del pallone, impostazione e visione del gioco; quest'ultima caratteristica gli consente di essere un regista aggiunto. Si distingue anche per la personalità con cui scende in campo, oltre che per l'intensità con cui gioca e l'aggressività con cui marca gli avversari. Mancino, nonostante la statura nella media (175 cm) è bravo nei colpi di testa grazie a un buon tempismo. Le sue capacità di regia gli consentono di giocare anche da mediano.

## Carriera

### Club

#### Gli inizi
Cresciuto nelle giovanili del Newell's Old Boys, nel 2017 passa in prestito al Defensa y Justicia venendo riscattato nel giugno 2018.

#### Ajax
Il 21 maggio 2019 si trasferisce all'Ajax per 7 milioni di euro, firmando un contratto quadriennale e rimpiazzando il partente Matthijs De Ligt.

#### Manchester United
Il 17 luglio 2022 il Manchester Utd comunica di aver trovato un principio di accordo con l'Ajax per il trasferimento in Inghilterra , soggetto al superamento delle visite mediche e alla firma del contratto con il giocatore. Il 27 luglio seguente viene ufficializzata la sua cessione alla società inglese a titolo definitivo in cambio di 57,37 milioni di euro più bonus.

### Nazionale
Nel 2017 partecipa con la nazionale Under-20 argentina al Campionato sudamericano (disputando 4 match) ed al Campionato mondiale, pur senza scendere in campo. Ha esordito con la nazionale maggiore il 22 marzo 2019, in occasione dell'amichevole persa per 1-3 contro il Venezuela.
Segna la sua prima rete in maglia albiceleste il 4 luglio 2024, in occasione degli ottavi di finale di Copa América 2024 vinti poi 4-2 ai tiri di rigore contro l'Ecuador (1-1 finale).

## Statistiche

### Presenze e reti nei club
Statistiche aggiornate al 30 ottobre 2024.
| Stagione                  | Squadra                   | Campionato                | Campionato | Campionato | Coppe nazionali | Coppe nazionali | Coppe nazionali | Coppe continentali | Coppe continentali | Coppe continentali | Altre coppe | Altre coppe | Altre coppe | Totale | Totale | Totale |
| Stagione                  | Squadra                   | Comp                      | Pres       | Reti       | Comp            | Pres            | Reti            | Comp               | Pres               | Reti               | Comp        | Pres        | Reti        | Pres   | Reti   |        |
| ------------------------- | ------------------------- | ------------------------- | ---------- | ---------- | --------------- | --------------- | --------------- | ------------------ | ------------------ | ------------------ | ----------- | ----------- | ----------- | ------ | ------ | ------ |
| 2016-2017                 | Newell's Old Boys         | PD                        | 1          | 0          | CA              | 0               | 0               | -                  | -                  | -                  | -           | -           | -           | 1      | 0      |        |
| 2017-2018                 | Defensa y Justicia        | PD                        | 21         | 1          | CA              | 1               | 0               | CS                 | 7                  | 0                  | -           | -           | -           | 29     | 1      |        |
| 2018-2019                 | Defensa y Justicia        | PD                        | 25         | 2          | CA+CdL          | 0+2             | 0               | CS                 | 2                  | 0                  | -           | -           | -           | 29     | 2      |        |
| Totale Defensa y Justicia | Totale Defensa y Justicia | Totale Defensa y Justicia | 46         | 3          |                 | 3               | 0               |                    | 9                  | 0                  |             | -           | -           | 58     | 3      |        |
| 2019-2020                 | Ajax                      | ED                        | 24         | 2          | CO              | 4               | 0               | UCL+UEL            | 10+2               | 0                  | SO          | 1           | 0           | 41     | 2      |        |
| 2020-2021                 | Ajax                      | ED                        | 26         | 3          | CO              | 5               | 0               | UCL+UEL            | 5+6                | 0                  | -           | -           | -           | 42     | 3      |        |
| 2021-2022                 | Ajax                      | ED                        | 24         | 1          | CO              | 4               | 0               | UCL                | 8                  | 0                  | SO          | 1           | 0           | 37     | 1      |        |
| Totale Ajax               | Totale Ajax               | Totale Ajax               | 74         | 6          |                 | 13              | 0               |                    | 31                 | 0                  |             | 2           | 0           | 120    | 6      |        |
| 2022-2023                 | Manchester Utd            | PL                        | 27         | 1          | FACup+CdL       | 3+5             | 0               | UEL                | 10                 | 0                  | -           | -           | -           | 45     | 1      |        |
| 2023-2024                 | Manchester Utd            | PL                        | 11         | 0          | FACup+CdL       | 2+0             | 0               | UCL                | 1                  | 0                  | -           | -           | -           | 14     | 0      |        |
| 2024-2025                 | Manchester Utd            | PL                        | 20         | 2          | FACup+CdL       | 0+1             | 0               | UEL                | 3                  | 0                  | CS          | 1           | 0           | 25     | 2      |        |
| Totale Manchester United  | Totale Manchester United  | Totale Manchester United  | 58         | 3          |                 | 11              | 0               |                    | 14                 | 0                  |             | 1           | 0           | 84     | 3      |        |
| Totale carriera           | Totale carriera           | Totale carriera           | 179        | 12         |                 | 27              | 0               |                    | 54                 | 0                  |             | 3           | 0           | 263    | 12     |        |

### Cronologia presenze e reti in nazionale
| Cronologia completa delle presenze e delle reti in nazionale ― Argentina | Cronologia completa delle presenze e delle reti in nazionale ― Argentina | Cronologia completa delle presenze e delle reti in nazionale ― Argentina | Cronologia completa delle presenze e delle reti in nazionale ― Argentina | Cronologia completa delle presenze e delle reti in nazionale ― Argentina | Cronologia completa delle presenze e delle reti in nazionale ― Argentina | Cronologia completa delle presenze e delle reti in nazionale ― Argentina | Cronologia completa delle presenze e delle reti in nazionale ― Argentina |
| Data                                                                     | Città                                                                    | In casa                                                                  | Risultato                                                                | Ospiti                                                                   | Competizione                                                             | Reti                                                                     | Note                                                                     |
| ------------------------------------------------------------------------ | ------------------------------------------------------------------------ | ------------------------------------------------------------------------ | ------------------------------------------------------------------------ | ------------------------------------------------------------------------ | ------------------------------------------------------------------------ | ------------------------------------------------------------------------ | ------------------------------------------------------------------------ |
| 22-3-2019                                                                | Madrid                                                                   | Argentina                                                                | 1 – 3                                                                    | Venezuela                                                                | Amichevole                                                               | -                                                                        | 46’                                                                      |
| 3-6-2021                                                                 | Santiago del Estero                                                      | Argentina                                                                | 1 – 1                                                                    | Cile                                                                     | Qual. Mondiali 2022                                                      | -                                                                        | 46’                                                                      |
| 28-6-2021                                                                | Cuiabá                                                                   | Bolivia                                                                  | 1 – 4                                                                    | Argentina                                                                | Coppa America 2021 - 1º turno                                            | -                                                                        |                                                                          |
| 16-11-2021                                                               | San Juan                                                                 | Argentina                                                                | 0 – 0                                                                    | Brasile                                                                  | Qual. Mondiali 2022                                                      | -                                                                        | 46’                                                                      |
| 27-1-2022                                                                | Calama                                                                   | Cile                                                                     | 1 – 2                                                                    | Argentina                                                                | Qual. Mondiali 2022                                                      | -                                                                        | 78’                                                                      |
| 1-2-2022                                                                 | Córdoba                                                                  | Argentina                                                                | 1 – 0                                                                    | Colombia                                                                 | Qual. Mondiali 2022                                                      | -                                                                        |                                                                          |
| 5-6-2022                                                                 | Pamplona                                                                 | Argentina                                                                | 5 – 0                                                                    | Estonia                                                                  | Amichevole                                                               | -                                                                        | 62’                                                                      |
| 24-9-2022                                                                | Miami Gardens                                                            | Argentina                                                                | 3 – 0                                                                    | Honduras                                                                 | Amichevole                                                               | -                                                                        |                                                                          |
| 28-9-2022                                                                | Harrison                                                                 | Argentina                                                                | 3 – 0                                                                    | Giamaica                                                                 | Amichevole                                                               | -                                                                        | 78’                                                                      |
| 16-11-2022                                                               | Abu Dhabi                                                                | Emirati Arabi Uniti                                                      | 0 – 5                                                                    | Argentina                                                                | Amichevole                                                               | -                                                                        | 57’                                                                      |
| 22-11-2022                                                               | Lusail                                                                   | Argentina                                                                | 1 – 2                                                                    | Arabia Saudita                                                           | Mondiali 2022 - 1º turno                                                 | -                                                                        | 59’                                                                      |
| 26-11-2022                                                               | Lusail                                                                   | Argentina                                                                | 2 – 0                                                                    | Messico                                                                  | Mondiali 2022 - 1º turno                                                 | -                                                                        |                                                                          |
| 3-12-2022                                                                | Al Rayyan                                                                | Argentina                                                                | 2 – 1                                                                    | Australia                                                                | Mondiali 2022 - Ottavi di finale                                         | -                                                                        | 50’                                                                      |
| 9-12-2022                                                                | Lusail                                                                   | Paesi Bassi                                                              | 2 – 2 dts (3 – 4 dtr)                                                    | Argentina                                                                | Mondiali 2022 - Quarti di finale                                         | -                                                                        | 76’ 112’                                                                 |
| 13-12-2022                                                               | Lusail                                                                   | Argentina                                                                | 3 – 0                                                                    | Croazia                                                                  | Mondiali 2022 - Semifinale                                               | -                                                                        | 62’                                                                      |
| 23-3-2023                                                                | Buenos Aires                                                             | Argentina                                                                | 2 – 0                                                                    | Panama                                                                   | Amichevole                                                               | -                                                                        | 46’                                                                      |
| 9-6-2024                                                                 | Chicago                                                                  | Argentina                                                                | 1 – 0                                                                    | Ecuador                                                                  | Amichevole                                                               | -                                                                        |                                                                          |
| 14-6-2024                                                                | Landover                                                                 | Argentina                                                                | 4 – 1                                                                    | Guatemala                                                                | Amichevole                                                               | -                                                                        | 63’                                                                      |
| 20-6-2024                                                                | Atlanta                                                                  | Argentina                                                                | 2 – 0                                                                    | Canada                                                                   | Coppa America 2024 - 1º turno                                            | -                                                                        |                                                                          |
| 25-6-2024                                                                | East Rutherford                                                          | Cile                                                                     | 0 – 1                                                                    | Argentina                                                                | Coppa America 2024 - 1º turno                                            | -                                                                        |                                                                          |
| 4-7-2024                                                                 | Houston                                                                  | Argentina                                                                | 1 – 1 (4 – 2 dtr)                                                        | Ecuador                                                                  | Coppa America 2024 - Quarti di finale                                    | 1                                                                        | 78’                                                                      |
| 9-7-2024                                                                 | East Rutherford                                                          | Argentina                                                                | 2 – 0                                                                    | Canada                                                                   | Coppa America 2024 - Semifinale                                          | -                                                                        |                                                                          |
| 14-7-2024                                                                | Miami Gardens                                                            | Argentina                                                                | 1 – 0 dts                                                                | Colombia                                                                 | Coppa America 2024 - Finale                                              | -                                                                        |                                                                          |
| 5-9-2024                                                                 | Buenos Aires                                                             | Argentina                                                                | 3 – 0                                                                    | Cile                                                                     | Qual. Mondiali 2026                                                      | -                                                                        | 79’                                                                      |
| 10-9-2024                                                                | Barranquilla                                                             | Colombia                                                                 | 2 – 1                                                                    | Argentina                                                                | Qual. Mondiali 2026                                                      | -                                                                        | 64’                                                                      |
| 15-10-2024                                                               | Buenos Aires                                                             | Argentina                                                                | 6 – 0                                                                    | Bolivia                                                                  | Qual. Mondiali 2026                                                      | -                                                                        | 73’                                                                      |
| Totale                                                                   |                                                                          | Presenze                                                                 | 26                                                                       |                                                                          | Reti                                                                     | 1                                                                        |                                                                          |

| Cronologia completa delle presenze e delle reti in nazionale ― Argentina under 20 | Cronologia completa delle presenze e delle reti in nazionale ― Argentina under 20 | Cronologia completa delle presenze e delle reti in nazionale ― Argentina under 20 | Cronologia completa delle presenze e delle reti in nazionale ― Argentina under 20 | Cronologia completa delle presenze e delle reti in nazionale ― Argentina under 20 | Cronologia completa delle presenze e delle reti in nazionale ― Argentina under 20 | Cronologia completa delle presenze e delle reti in nazionale ― Argentina under 20 | Cronologia completa delle presenze e delle reti in nazionale ― Argentina under 20 |
| Data                                                                              | Città                                                                             | In casa                                                                           | Risultato                                                                         | Ospiti                                                                            | Competizione                                                                      | Reti                                                                              | Note                                                                              |
| --------------------------------------------------------------------------------- | --------------------------------------------------------------------------------- | --------------------------------------------------------------------------------- | --------------------------------------------------------------------------------- | --------------------------------------------------------------------------------- | --------------------------------------------------------------------------------- | --------------------------------------------------------------------------------- | --------------------------------------------------------------------------------- |
| 28-1-2017                                                                         | Ibarra                                                                            | Argentina under 20                                                                | 0 – 1                                                                             | Venezuela under 20                                                                | Sudamericano Under-20 2017                                                        | -                                                                                 |                                                                                   |
| 31-1-2017                                                                         | Quito                                                                             | Uruguay under 20                                                                  | 3 – 0                                                                             | Argentina under 20                                                                | Sudamericano Under-20 2017                                                        | -                                                                                 | 83’                                                                               |
| 6-2-2017                                                                          | Quito                                                                             | Ecuador under 20                                                                  | 3 – 0                                                                             | Argentina under 20                                                                | Sudamericano Under-20 2017                                                        | -                                                                                 | 37’                                                                               |
| 11-2-2017                                                                         | Quito                                                                             | Argentina under 20                                                                | 2 – 0                                                                             | Venezuela under 20                                                                | Sudamericano Under-20 2017                                                        | -                                                                                 |                                                                                   |
| Totale                                                                            |                                                                                   | Presenze                                                                          | 3                                                                                 |                                                                                   | Reti                                                                              | 0                                                                                 |                                                                                   |

## Palmarès

### Club

#### Competizioni nazionali
- Supercoppa dei Paesi Bassi: 1

Ajax: 2019
- Campionato olandese: 2

Ajax: 2020-2021, 2021-2022
- Coppa dei Paesi Bassi: 1

Ajax: 2020-2021
- Coppa di Lega inglese: 1

Manchester United: 2022-2023
- Coppa d'Inghilterra: 1

Manchester United: 2023-2024

### Nazionale
- Coppa America: 2

Brasile 2021, Stati Uniti 2024
- Coppa dei Campioni CONMEBOL-UEFA: 1

Finalissima 2022
- Campionato mondiale: 1

Qatar 2022